# Dimitri Fampas
Dimitri Fampas (Milina di Lafkos, 22 dicembre 1921 – Volos, 3 maggio 1996) è stato un chitarrista classico grecofra i più famosi e celebrati del suo paese.

## Biografia
Nato in un piccolo villaggio greco sul monte Pelio vicino Volos, da bambino, ha suonato musica tradizionale per liuto e mandolino. Nel 1939, ha svolto gli studi musicali ad Atene. Ha studiato teoria musicale avanzata con Theodore Vavayiannis e contrappunto con Costa Kydoniatis al Conservatorio di Atene. Ha studiato con Nicholas Ioannou e, nel 1953, ha conseguito il diploma in chitarra classica con lode dal Conservatorio Nazionale Greco. Nel 1955 e nel 1956, ricevette una borsa di studio del governo italiano per lo studio della chitarra con Andrés Segovia e musicologia con Emilio Pujol presso l'"Accademia Chigianna" di Siena. Nel 1959, ha frequentato corsi con Segovia ancora una volta, questa volta presso l'Accademia di Santiago, in Spagna, ricevendo una borsa di studio da Segovia stesso.
Ha effettuato tournée in Inghilterra, Germania, Francia, Spagna, Italia, Portogallo, Austria, Cecoslovacchia, Ungheria, Yugoslavia, Turchia, USA, Canada, Unione Sovietica e il Vaticano. È apparso in molte grandi città della Grecia, nonché nel Teatro di Epidauro. Ha registrato concerti per chitarra come la L. Boccherini-G. Cassado concerto, e lui suonava il Premier registrazione mondiale del "Concerto Para Tres Hermanas" di Carlo Pizzini con la Radio Orchestra Sinfonica Nazionale della Grecia. Fece spesso spettacoli TV in diretta in Grecia, Spagna, e Stati Uniti. 
Il suo lavoro è stato pubblicato da case editrici di: Ricordi di Milano, Italia, Ricordi di São Paulo, Brasile, Max Eschig di Parigi, Francia, Columbia Music - Stati Uniti, Lathkil Music Publishers di Londra, Regno Unito, Mel Bay - USA, Ph. Nakas e Papagrigoriou-Nakas di Atene, Grecia, M. Nikolaidis - Orpheus Edizioni di Atene, in Grecia.
Dimitri Fampas ha registrato musica da film di compositori greci come Mikis Theodorakis, Manos Hatzidakis, Argiris Kounadis e Stavros Xarhakos. Attraverso gli anni sessanta e primi anni settanta Fampas collaborò come solista a numerose produzioni teatral-musicali da film, essendo il primo chitarrista classico greco ad esibirsi sul palco e di registrare le colonne sonore di musica teatrale.
Dimitri Fampas ha insegnato al Conservatorio Nazionale di Atene. Migliaia di chitarristi sono stati seguiti da Fampas nel corso degli ultimi cinquant'anni. Circa 38 premi in concorsi internazionali di chitarra sono stati vinti dagli studenti di Fampas. Tra i suoi allievi più importanti si ricordano Liza Zoi, Evangelos Assimakopoulos, Evangelos Boudounis, Notis Mavroudis, Kostas Grigoreas, Kiriakos Giorginakis, Elefteria Kotzia, Markos Tsetsos, Vangelis Fampas, Dimitris Kasfikis, Kostas Tseregof, Michael Nothdurft, Eva Fampas (sua figlia), Yorgos Kertsopoulos, Irene Konsta, Vassilis Mastorakis, George Mavroedes, Nikos Panayiotidis, e Angelos Agiranopoulos.
Dimitri Fampas creò due orchestre di chitarra, una per i giovani e un'altra per chitarristi avanzati, con il quale ha effettuato numerosi concerti e apparizioni in Grecia durante il tour 1979-1989. È stato membro di giuria in concorsi internazionali di chitarra e ha offerto la master-class e conferenze a numerosi seminari e festival. Ha tenuto conferenze sulla storia della chitarra classica nella Radio e nella TV Greca Nazionale, nella BBC, e su diverse stazioni in Ungheria, in Cecoslovacchia, negli Stati Uniti e altrove.
Fu Presidente dell'Unione dei professori del Conservatorio di Grecia, membro dell'Unione Compositori Greca, in quanto membro del consiglio nazionale greco di Musica / IMC e l'UNESCO.
La sua vita e il contributo artistico sono menzionati nella Nazionale ed Internazionale "Who's Who", nel dizionario Cambridge fra biografie di uomini illustri e studiosi così come nei dizionari Chitarra e nei libri di storia della musica Giapponese, Inglese, Polacca, della Repubblica Democratica Tedesca, dell'Italia e della Grecia, nelle enciclopedie di Larouse Papyrus e Patsis Harris.
I suoi primi anni di vita sono rappresentati in "I racconti della fede" di Denis Ronda. Per il suo contributo artistico alla musica e alla società, è stato insignito di numerosi premi e medaglie da parte delle associazioni culturali e musicali. Materiale audiovisivo su Dimitri Fampas è stato presentato e trasmesso dalla televisione nazionale greca, compresi 45 minuti con intervista a G. Sgourakis (direttore) per la serie Monograma che si è concentrata sui principali artisti greci e scienziati. Nel 1999, un doppio CD intitolato Dimitri Fampas, l'album Guitar è stato pubblicato da Universal Music / Polydor maestri in una serie di registrazioni storiche.
L'Associazione Amici Chitarristi di Dimitri Fampas (membro del Consiglio Nazionale della Musica greca, e la IMC di UNESCO) fu fondata nel 1999 sotto l'iniziativa della professoressa e chitarrista Eva Fampas dedicata al servizio della musica di Dimitri Fampas, incoraggiando nuovi artisti di talento e la promozione della musica per chitarra greca.
L'11 gennaio 2006, gli archivi di Dimitri Fampas, che contengono musiche originali, edizioni, lezioni, programmi di concerti e giornali, nonché una raccolta di registrazioni inedite e fotografie riguardanti la sua vita e carriera, sono stati donati al Museo Benaki di Atene, in Grecia.